# 春日市立春日南小学校
春日県立春日南小学校（かすがしりつ かすがみなみしょうがっこう）は、福岡県春日市春日八丁目にある公立小学校。

## 態様
春日市の中西部に位置し、東方に牛頸川の流れを湛え、緩やかな丘陵に広がる街区の宅地に接して存在している。また小道路を挟んだ西脇には大牟田池と呼ばれる大池が広がっている。

## 沿革
- 1975年4月 - 18学級、児童713名にて開校
- 1975年7月 - プールを設置
- 1975年10月 - 校歌を制定
- 1989年 - 児童数が1400を超え、福岡県内で最大数の児童を抱える小学校となる
- 1991年 - 春日野小学校が同市立春日原小学校と当校より分離開校
- 1996年6月 - 『青少年赤十字研究推進校および委嘱校』の指定を受ける

## 交通
最寄の鉄道駅はJR九州鹿児島本線大野城駅。わずか東を県道31号が南北に通っている。

## 周辺
- 春日神社

市名の由来でもある神社。東方の県道31号を越えた先（北東）に所在。
- 上の地蔵

『立江の地蔵』を祀る小堂。わずか東にある金口池公園の敷地内に所在（参照『福岡県春日市の上の地蔵』）。